# 芒特梅格斯 (阿拉巴馬州)
芒特梅格斯（英語：Mount Megs）是一個位於美國阿拉巴馬州蒙哥馬利縣的非建制地區。該地的面積和人口皆未知。

## 地理
芒特梅格斯的座標為32°21′46″N 86°06′07″W / 32.36278°N 86.10194°W，而該地的平均海拔高度為78米（即256英尺）。